# Habana andata e ritorno
Habana andata e ritorno è il venticinquesimo album di Cristiano Malgioglio pubblicato dalla Halidon il 20 dicembre 2012.

## Descrizione
Uscito a breve distanza dal precedente Senhora Évora ne rappresenta un ideale seguito nella ricerca delle sonorità latino americane e abbraccia samba, cha cha cha, rumba, paso doble e jive.
O que serà è il singolo tratto dall'album, si tratta di un celebre brano di Chico Buarque, uno dei padri della música popular brasileira. In Italia fu portato al successo nel 1989 col titolo Oh che sarà interpretato da Fiorella Mannoia e Ivano Fossati (col testo di quest'ultimo).
Il brano La speranza è una nuova versione in italiano del brano La Esperanza che Cristiano Malgioglio compose nel 2002 per l'omonimo album La Esperanza. Contiene anche l'intenso Bolero Solo consigo amarte mas di Santarosa.

## Tracce
1. O que serà (Chico Buarque, Ivano Fossati)
2. Quien serà (Polo Montañez)
3. A ti mi amor (Alvaro Torres)
4. La speranza (C. Malgioglio, Corrado Castellari)
5. La copa rota (José Feliciano)
6. Hechicera (Fernando Fher Olvera, Alex González)
7. Como uma onda (Lulu Santos, Nelson Motta)
8. È la mia vita (È minha vida) (Zezé Di Camargo, Luciano) (testo italiano di C. Malgioglio)
9. Canzone argentina (C. Malgioglio, C. Castellari, M. Castellari)
10. Solo consigo amarte mas (Gilberto Santarosa)
11. Io ti amo tu mi piaci (Alem da cama) (Michael Sullivan, Carlos Colla) (testo italiano di C. Malgioglio)
12. La piragua (José Barros)
13. Sei la luce la vita (C. Malgioglio, Fonseca)
14. Que serà de ti (Roberto Carlos Braga)